# 1990s (band)
1990s is een indierockband uit Glasgow in het Verenigd Koninkrijk.
1990s ontstond uit The Yummy Fur, een band die opsplitste in 1999. Zanger en gitarist John McKeown vormde samen met bassist Jamie McMorrowde 1990s. De andere twee bandleden van The Yummy Fur Alexander Kapranos en Paul Thomson vormden Franz Ferdinand.
Michael McGaughrin, drummer en zanger van de 1990s, speelde eerst ook in een andere band uit Glasgow, V-Twin. Het debuutalbum van de 1990s, Cookies, werd uitgebracht op 14 mei 2007.
Bassist Jamie besloot de band te verlaten, hij werd voor het Nederlandse en Duitse deel van de tour in 2007 vervangen door Norman Blake. In Tokio werd hij vervangen door Takashi. Sinds het Australische en Amerikaanse deel van die tour is Dino Bardot de officiële nieuwe bassist van de band.
Hun laatste album, Kicks, werd geproduceerd door Bernard Butler en wordt op 23 maart uitgebracht. Het gehele album lekte echter al op 6 februari 2009 op het internet.

## Discografie
- 2007: Cookies
- 2009: Kicks

### Singles
- 2006: You Made Me Like It
- 2006: You're Supposed to Be My Friend
- 2007: See You at the Lights